# Jane Feather
Jane Feather (née Dzhein Feizer en 1945 au Caire, Égypte) est un écrivain britannique-américain de romances historiques. En 1984, elle écrit cinq romances contemporaines sous le pseudonyme Claudia Bishop.  Elle est l'auteur d'une série de best-sellers classés sur la liste du New York Times et a vendu plus de dix millions de romances à travers le monde.

## Biographie
Dzhein Feizer naît en 1945 au Caire (Égypte) et grandit à New Forest, dans le Sud de l'Angleterre. Elle obtient une maîtrise en études sociales appliquées à l'université d'Oxford. Elle se marie et a trois enfants. En 1978, elle s'installe avec son mari et ses enfants dans le New Jersey, où elle travaille en tant que psychiatre.
En 1981, après qu'elle et sa famille déménagent à Washington, elle commence sa carrière d'écrivain sous le pseudonyme de Jane Feather. En 1984, elle écrit, sous le pseudonyme de Claudia Bishop, cinq romances contemporaines.

## Œuvres

### Sous le nom de  Claudia Bishop
- (en) Irresistible You, 1984Inédit en France
- (en) Kiss Me Once Again, 1984Inédit en France
- (en) It Had To Be You, 1984Inédit en France
- (en) Where the Heart Is, 1984Inédit en France
- (en) That Champagne Feeling, 1984Inédit en France

### Sous le nom de Jane Feather
- (en) Love's Charade, 1986Inédit en France
- (en) Smuggler's Lady, 1986Inédit en France
- Ennemis pour toujours!, J'ai lu, 2008 ((en) Beloved Enemy, 1987)Publié dans la collection Aventures et Passions
- (en) Reckless Seduction, 1987Inédit en France
- (en) Chase the Dawn, 1988Inédit en France
- La nuit de Saint-Pétersbourg, J'ai lu, 1993 ((en) Silver Nights, 1989)Publié dans la collection Aventures et Passions
- (en) Reckless Angel, 1989Inédit en France
- La favorite afghane, J'ai lu, 1993 ((en) Bold Destiny, 1990)Publié dans la collection Aventures et Passions
- La Favorite du sérail, J'ai lu, 1993 ((en) Eagle and the Dove, 1991)Publié dans la collection Aventures et Passions
- (en) A Valentine Wedding, 1999Inédit en France
- (en) All the Queen's Players, 2010Inédit en France
- (en) Twelfth Night Secrets, 2012Inédit en France

#### Série«V»
1. (en) Heart's Folly = Venus, 1988Inédit en France
2. (en) Virtue, 1993Inédit en France
3. (en) Vixen, 1994Inédit en France
4. (en) Velvet, 1994Inédit en France
5. Un cœur à vendre, J'ai lu, 1996 ((en) Valentine, 1995)Publié dans la collection Aventures et Passions
6. (en) Violet, 1995Inédit en France
7. (en) Vanity, 1995Inédit en France
8. Prise au piège, J'ai lu, 1997 ((en) Vice, 1996)Publié dans la collection Aventures et Passions

#### TrilogieAlmost
1. (en) Brazen Whispers = Almost Innocent, 1990Inédit en France
2. Dette de jeu, J'ai lu, 2006 ((en) Almost A Bride, 2005)Publié dans la collection Aventures et Passions
3. En territoire ennemi, J'ai lu, 2006 ((en) Almost A Lady, 2005)Publié dans la collection Aventures et Passions

#### TrilogieLe Bracelet maudit
1. La courtisane effrontée, J'ai lu, 1999 ((en) The Diamond slipper, 1997)Publié dans la collection Aventures et Passions
2. Pour une rose d'argent, J'ai lu, 1999 ((en) The Silver Rose, 1997)Publié dans la collection Aventures et Passions
3. Le Cygne d'émeraude, J'ai lu, 1999 ((en) The Emerald Swan, 1998)Publié dans la collection Aventures et Passions

#### Trilogie Bride
1. (en) The Hostage Bride, 1998Inédit en France
2. (en) The Accidental Bride, 1999Inédit en France
3. (en) The Least Likely Bride, 2000Inédit en France

#### TrilogieGuenièvre et ses enfants
1. La femme fatale, J'ai lu, 2002 ((en) The Widow's Kiss, 2002)Publié dans la collection Aventures et Passions
2. La maîtresse de l'espion, J'ai lu, 2003 ((en) To Kiss A Spy, 2003)Publié dans la collection Aventures et Passions
3. La captive du roi, J'ai lu, 2004 ((en) Kissed By Shadows, 2003)Publié dans la collection Aventures et Passions

#### TrilogieLes Trois Sœurs
1. Correspondance interdite, J'ai lu ((en) The Bachelor List, 2004)Publié dans la collection Aventures et Passions
2. Déclarations scandaleuses, J'ai lu ((en) The Bride Hunt, 2004)Publié dans la collection Aventures et Passions
3. Messagère de la passion, J'ai lu ((en) The Wedding Game, 2004)Publié dans la collection Aventures et Passions

#### TrilogieCavendish Square
1. (en) A Wicked Gentleman, 2007Inédit en France
2. (en) To Wed A Wicked Prince, 2008Inédit en France
3. (en) A Husband's Wicked Ways, 2009Inédit en France

#### TrilogieThe Blackwater Brides
1. (en) Rushed to the Altar, 2010Inédit en France
2. (en) A Wedding Wager, 2011Inédit en France
3. (en) An Unsuitable Bride, 2012Inédit en France

#### SérieTrapped
1. (en) Trapped at the Altar, 2014Inédit en France
2. (en) Trapped By Scandal, 2015Inédit en France